# Tătărăștii de Jos
Tătărăștii de Jos es una comuna ubicada en el distrito de Teleorman, Rumania.

## Superficie
Posee una superficie de 97,55 kilómetros cuadrados.

## Demografía
Hasta 2021 la población era de 3162 habitantes, con una densidad de población de 32,41 habitantes por kilómetro cuadrado.